# Bifenazaat
Bifenazaat is een acaricide. Het is een hydrazinecarbonzuurester of carbazaat. Het werd oorspronkelijk ontwikkeld door Uniroyal Chemical Company. Het wordt ingezet tegen bonenspintmijt en andere spintmijten. Bifenazaat is het actief bestanddeel van het product Floramite.

## Werking
Bifenazaat is een niet-systemisch acaricide met contactwerking. Het heeft een selectieve werking op spintmijten. Mijten die zijn bespoten met bifenazaat worden overmatig actief en voeden zich niet meer. Nadien nemen de bewegingen af en raken de mijten verlamd. Het exacte werkingsmechanisme is niet met zekerheid bekend. Aanvankelijk werd gedacht dat bifenazaat een neurotoxine was. Maar recenter onderzoek duidt erop dat bifenazaat het mitochondriaal complex III inhibeert, dat deel uitmaakt van het celademhalingsproces.

## Regelgeving
Bifenazaat is sedert 1 december 2005 toegelaten in de Europese Unie.

## Toxicologie en veiligheid
Bifenazaat is een stof met een lage acute toxiciteit. Het is een irriterende stof voor de huid en de ogen. Ze is toxisch voor zoetwatervissen en ongewervelde waterdieren. In het milieu wordt het evenwel snel afgebroken.